# Leprus
Leprus is een geslacht van rechtvleugeligen uit de familie veldsprinkhanen (Acrididae). De wetenschappelijke naam van dit geslacht is voor het eerst geldig gepubliceerd in 1861 door Saussure.

## Soorten
Het geslacht Leprus omvat de volgende soorten:
- Leprus elephas Saussure, 1861
- Leprus intermedius Saussure, 1884
- Leprus wheelerii Thomas, 1875